# Ditadura Afonsina

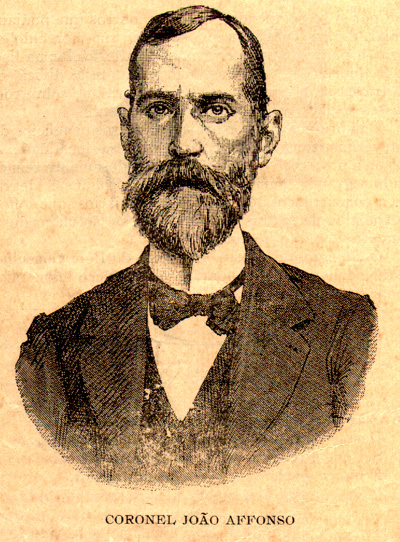
Coronel João Affonso Vieira (1896)

A “Ditadura Affonsina” (1890-1896) foi um período da história do município de Taubaté, no Vale do Paraíba paulista, dominado pela figura do coronel João Affonso Vieira, então intendente municipal após a Proclamação da República brasileira e presidente da Câmara Municipal da cidade entre os governos de Deodoro da Fonseca e Prudente de Morais.

## Contexto
Em 1890, após a queda do Império e a formação do Governo Provisório republicano chefiado pelo marechal Deodoro da Fonseca, todas as câmaras municipais do país foram dissolvidas e substituídas por Conselhos de Intendência, nomeados pelos presidentes de província (futuros governadores estaduais) até a eleição de novas câmaras. Em Taubaté, a incumbência ficou a cargo do coronel João Affonso Vieira, que, feito vereador após a eleição da primeira Câmara republicana e nomeado diversas vezes presidente da casa, permaneceu no poder até 1896.

## “Ditadura”
Aproveitando-se das liberdades constitucionais proporcionadas pelo federalismo recém instaurado no país e da desorganização das elites políticas locais, divididas entre republicanos e monarquistas, João Affonso instituiu em Taubaté uma administração considerada profundamente personalista e autoritária, que ficou conhecida por seus adversários como “Ditadura Affonsina”. Além disso, a desorganização do regime republicano em seus anos iniciais e o “mandonismo” característico da época garantiram que a lógica administrativa ficasse dependente do grupo ou indivíduo que detivesse o poder, fato muito bem aproveitado pela administração do coronel, com grande auxílio de seu irmão, o delegado Euzébio Affonso Vieira. Segundo o historiador Angelo Raphael Rubim Alves:
[...] esse elemento foi o que garantiu o equilíbrio político durante os primeiros anos da República, pois, ao mesmo tempo que havia certa insatisfação com a condição, os dois grupos apoiavam o chefe da Câmara. Ao passo que se reorganizavam, o coronel tornou-se um obstáculo para o acesso ao poder.

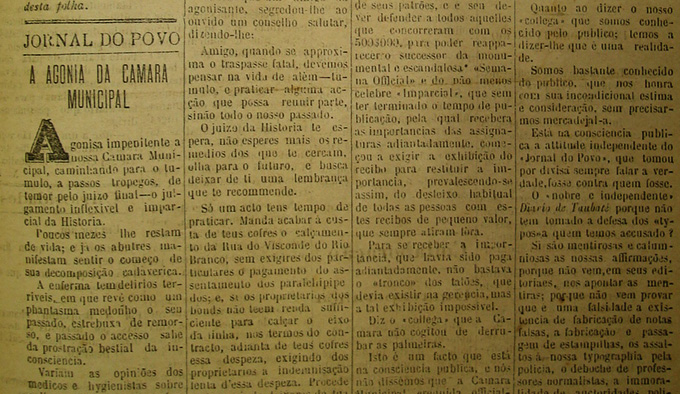
Primeira página do Jornal do Povo (1895)

O principal ato da “Ditadura” ocorreu entre 1892 e 1893, com a tentativa de “empastelamento” do Jornal do Povo, tradicional periódico taubateano de caráter republicano e que fazia oposição a João Affonso, acusando o coronel de ser apenas um fantoche nas mãos de autoridades contrárias aos interesses do município e aos valores da República. A resposta da administração foi uma sucessão de ataques aos editores do jornal (incluindo o uso de armas de fogo) e o incêndio das oficinas de impressão do periódico. Em 1893, o jornal foi oficialmente proibido de circular na cidade.

## Declínio
Após o caso, republicanos e monarquistas taubateanos começaram a se aliar contra o coronel e seu governo, demonstrando a insatisfação das elites locais. Como uma tentativa de manter seu poder, João Affonso patrocinou a criação de um diretório republicano local ligado ao Partido Republicano Paulista (PRP), sigla de Prudente de Morais, então Presidente da República. Contudo, com o prestígio do coronel em declínio, das vinte e nove personalidades fundadoras, apenas três se mantiveram ligadas ao diretório: o próprio João Affonso, José Pedro Malhado Rosa e Francisco Gomes Vieira.
Em 1895, políticos e intelectuais ligados ao Jornal do Povo fundaram um novo diretório republicano, fazendo frente ao que chamavam de “camarilha affonsina” e de “domínio do terror”. No ano seguinte, enfim, João Affonso deixou o poder, após as eleições municipais realizadas no ano anterior darem ampla margem de vitória aos republicanos ligados ao jornal. Apesar da repressão e do clientelismo característicos de seu governo, o coronel foi alvo de grandes homenagens na cidade, sendo noticiada pelos jornais locais uma procissão em honra a sua administração, contando com aproximadamente duas mil pessoas.
Dois anos depois, em 1898, com a morte de João Affonso, a política taubateana passaria a ser dominada por políticos ligados ao diretório, com a oposição bem demarcada em torno dos antigos monarquistas. O Jornal do Povo, por sua vez, encerrou suas atividades naquele mesmo ano.